# Jastrzębiec (Wola Uchańska)
Jastrzębiec – przysiółek wsi Wola Uchańska w Polsce położony w województwie lubelskim, w powiecie hrubieszowskim, w gminie Uchanie.
W latach 1975–1998 przysiółek administracyjnie należał do województwa zamojskiego.